# Devel Sixteen
Devel Sixteen Prototype ou simplesmente Devel Sixteen é um hipercarro apresentado no Salão de Dubai em 2013, no entanto foi apresentado apenas como um protótipo (daí o nome Devel Sixteen Prototype). O Devel Sixteen foi desenhado pela Defining Extreme Vehicles Car Industry L.L.C, nos Emirados Árabes Unidos. Porém não foi apresentado até hoje provas que comprovem sua capacidade.

## Motor
O Devel Sixteen conta com um motor de bloco de alumínio V16 de 12,3 L sendo que cada cilindro conta com duas válvulas e quatro turbocompresores. Os turbocompressores do Sixteen produz uma pressão de admissão de 20 psi (1.38 bars) com gasolina de 92 octanos e até 36 psi (2.48 bars) com gasolina de alta octanagem. Segundo o seu fabricante ele pode produzir mais de 5007 CV com rotação de 6.900 rpm e 4771 CV a 6.600 rpm usando gasolina de alto octanagem. Com gasolina de 92 octanos o rendimento baixa para 3006 CV a 6.900 rpm. Segundo a Defining Extreme Vehicles o Devel Sixteen acelera de 0 a 100 km/h em 1.8 segundos e atinge uma velocidade máxima de 560 Km/h.